# Allopiophila nitidissima
Allopiophila nitidissima är en tvåvingeart som först beskrevs av Axel Leonard Melander och Arnold Spuler 1917.  Allopiophila nitidissima ingår i släktet Allopiophila och familjen ostflugor. Inga underarter finns listade i Catalogue of Life.